# Śfinster
Śfinster lub Świnster – posąg stojący na skwerze przy ulicy Hawelańskiej i Jagiełły w Gorzowie Wielkopolskim, przedstawiający nagiego muskularnego mężczyznę, składającego się z elementów ciała złączonych ze sobą za pomocą łączników i śrub.

## Historia
Pierwotnie rzeźba ta stanowiła element większej instalacji artystycznej, składającej się z całej grupy identycznie wyglądających postaci. 
Pierwsza tego typu figura została stworzona przez Zbigniewa Frączkiewicza w drugiej połowie lat 70., z inspiracji filmem Andrzeja Wajdy „Człowiek z żelaza”. Po roku 1984 Frączkiewicz stworzył ponad 30 bliźniaczych odlewów i prezentował je razem na wystawach zarówno w Polsce jak i za granicą (prezentowani byli w Wiedniu, Essen, Berlinie, Moguncji i Hattingen). Stanowić miały wizualny komentarz na temat tego jaką rolę pełni człowiek w totalitarnym systemie, gdzie ludzie są dehumanizowani i sprowadzani do roli robotów, które mogą być programowane, produkowane, powielane i demontowane przez wszechmocną władzę w sposób dowolny.
Jedna z tego typu prezentacji odbywała się w Gorzowie Wielkopolskim w 1995 roku, w galerii BWA, a promowana była pojedynczym posągiem postawionym wtedy na deptaku przy Wełnianym Rynku. Już wtedy spotkał się z ostrymi reakcjami ze względu na obecność wyraźnie widocznych genitaliów, umiejscowionych na wysokości oczu przechodniów. Oburzenie skłoniło Józefa Finstera, biznesmena i ówczesnego radnego miasta, do przekornego zainicjowania akcji zbiórki pieniędzy na zakup jednej z rzeźb, a następnie przekazania jej miastu w celu zainstalowania jej w Gorzowie na stałe.
Od 1995 roku posąg stanowił obiekt licznych dyskusji. Przeciwnicy uznawali go za obrazę dla moralności publicznej, szczególnie, że znajdował się blisko gorzowskiej katedry (wtedy też otrzymał on swoją zwyczajową nazwę „Świnster”, zamienioną później na „Śfinster”, będącą zlepkiem słów „świństwo” i „Finster”). W celu wyrażenia protestu rzeźba była oblana farbą, zakładano jej szorty, a nawet doszło do sytuacji, gdy w czerwcu 1995 roku jeden z mieszkańców rzucił się z siekierką na pomnik w celu odrąbania mu przyrodzenia, czego ostatecznie nie był w stanie dokonać, ale za to pozostawił drobne uszkodzenia. Na czas procesji religijnych oraz wizyty Jana Pawła II w Gorzowie rzeźba była zakrywana.
Poza działalnością przeciwników Śfinster skupiał na siebie uwagę mieszkańców także podczas innych happeningów - ubierany był w szaliki gorzowskich klubów sportowych, zakładano mu dla żartu prezerwatywę, a w 1998 roku przyozdobiono go w kosę i tablicę z napisem „Gorzowianie do broni”, co stanowić miało zachętę do walki o powołanie województwa lubuskiego.
22 października 1998 roku władze miejskie, pod naciskiem ze strony AWS-u, zabrały rzeźbę z Wełnianego Rynku, argumentując to koniecznością dokonania konserwacji. Zdecydowano również o przeniesieniu posągu w mniej eksponowane miejsce, co wywołało sprzeciw ze strony lokalnych artystów. Po dwóch tygodniach nowy zarząd miasta zdecydował, że usunięcie pomnika było nielegalne i należy przywrócić Śfinstera na dawne miejsce. Niedługo potem rzeźba uległa znacznemu uszkodzeniu, kiedy nieznani sprawcy weszli na teren składowiska, gdzie Śfinster był przechowywany, przewrócili go i rozbili na kilkanaście części. Nie byli w stanie jednak zniszczyć go nieodwracalnie, dlatego pomnik po naprawie i odrestaurowaniu został przywrócony na Wełniany Rynek w marcu 1999 roku.
14 grudnia 2004 roku Śfinster przeniesiony został na skwer przy ul. Hawelańskiej i Jagiełły, a w jego miejsce stanęła replika zabytkowego tramwaju.

## Inne „Śfinstery”

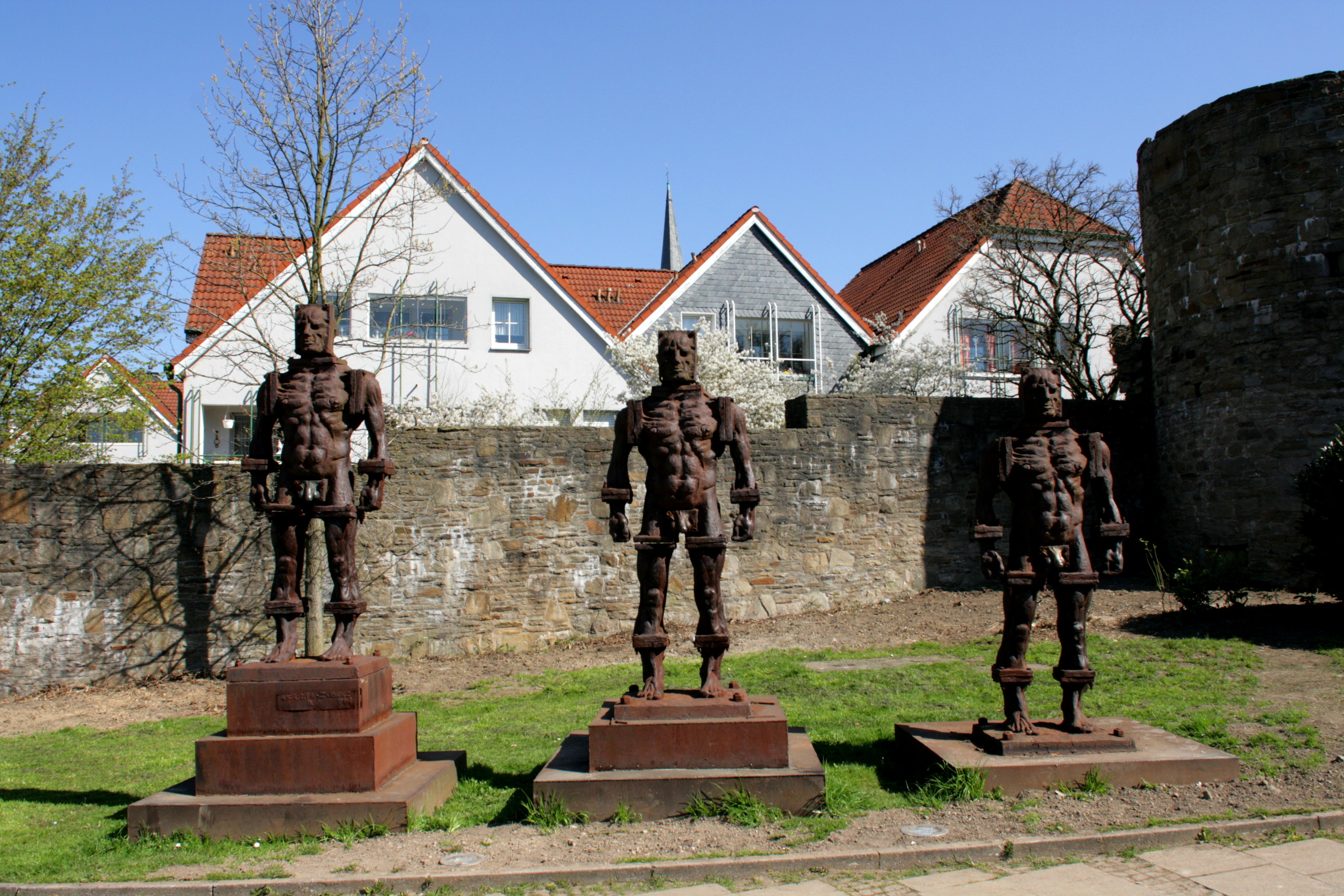
Ludzie z żelaza stojący w Hattingen

Poza Gorzowem Wielkopolskim posągi z cyklu „Ludzie z żelaza” stoją również w Moguncji (jeden egzemplarz) oraz Hattingen (trzy egzemplarze). Moguncki „Śfinster” upamiętnia 50. rocznicę ataku Niemiec na Polskę i 45. rocznicę upadku nazistowskiego reżimu, natomiast w Hattingen stanowią one symbol metalurgicznej przeszłości miasta.

## W kulturze
- Przy Śfinsterze organizowane były happeningi Teatru Kreatury[1],
- Sylwetka rzeźby stała się częścią herbu grupy „Wesołe Miasteczko”[1],
- O posągu napisana została sztuka teatralna[1][4].
- Postać Śfinstera szyderczo opisywana była w poezji gorzowskiego bajkopisarza Władysława Wróblewskiego[3]:

A z tym, co to sami wiecie,
By zakończyć sprzeczki,
Imć Frączkiewicz już obmyśla
Posąg... Śfinstereczki,
Która choć nie będzie panną
(Broń nas Boże!) łatwą
Już niebawem skwer zaludni
Metalową dziatwą